# Schreiborg
Schreiborg (Engels: Crydee) is een fictieve plaats uit de fantasyboeken van Raymond E. Feist.
Schreiborg bevindt zich op de verzonnen wereld Midkemia; het is de veste waarin Puc samen met Tomas opgroeit. Deze vesting wordt bestuurd door hertog Borric, en later door zijn beide zoons, Lyam en Arutha. Na de Oorlog van de Grote Scheuring valt het bestuur van het stadje en daarmee het hertogdom in handen van Martin, de broer van Lyam en Arutha, en later zijn zoons. In Schreiborg tonen zich de eerste tekenen van Pucs magische aanleg.
Schreiborg is gelegen aan de Verre Kust van het Westelijke Rijk in het Koninkrijk der Eilanden. In Schreiborg huist de Hertog die de gehele streek bestuurt en leiding geeft aan de baronieën Cars en Tulan. Schreiborg is nog een echte vestingstad en de streek wordt vaak geteisterd door Moredhel, gnomen en andere vogelvrije.
Schreiborg wordt een aantal keer aangevallen in de series, zo leggen de Tsurani beleg op de stad ten tijde van de Oorlog van de Grote Scheuring. Zo'n twintig jaar later brandt de gehele vesting af tijdens een overval van piraten op de Verre Kust. Hierbij worden veel inwoners gekidnapt. De inwoners herbouwen de vesting uiteindelijk en de stad blijft dienstdoen als de Hertogelijke zetel van de regio.